# Sarosa intensior
Sarosa intensior är en fjärilsart som beskrevs av Rothschild 1931. Sarosa intensior ingår i släktet Sarosa och familjen björnspinnare. Inga underarter finns listade.